# Orthodoxe Synagoge (Trnava)

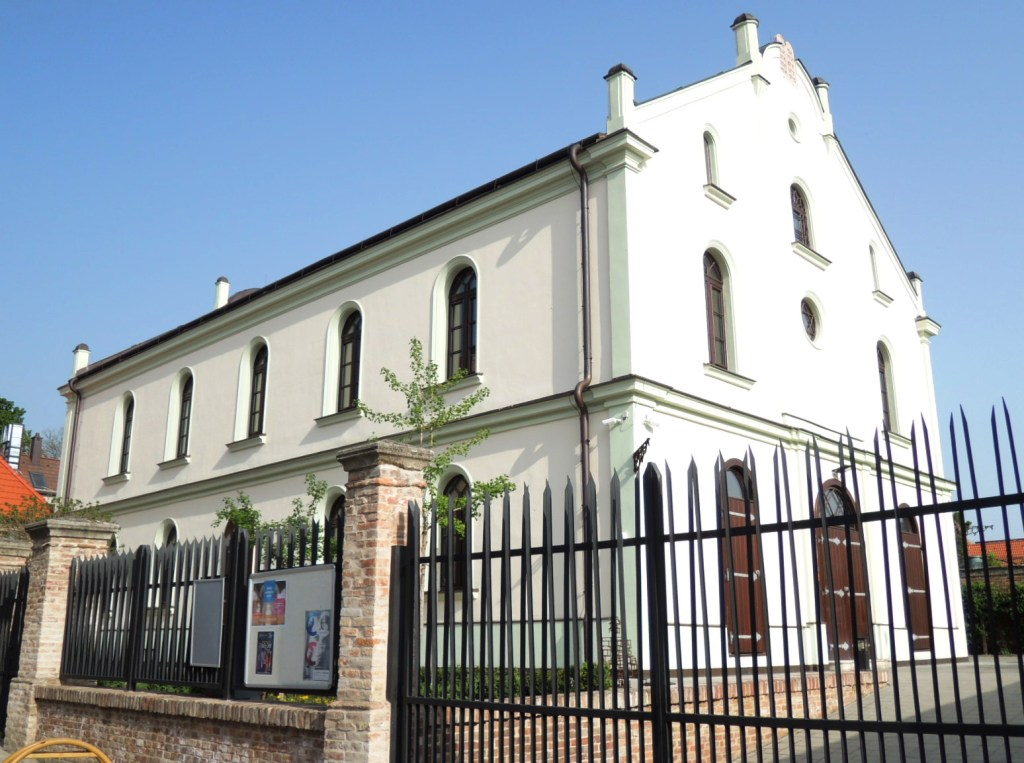
Orthodoxe Synagoge in Trnava

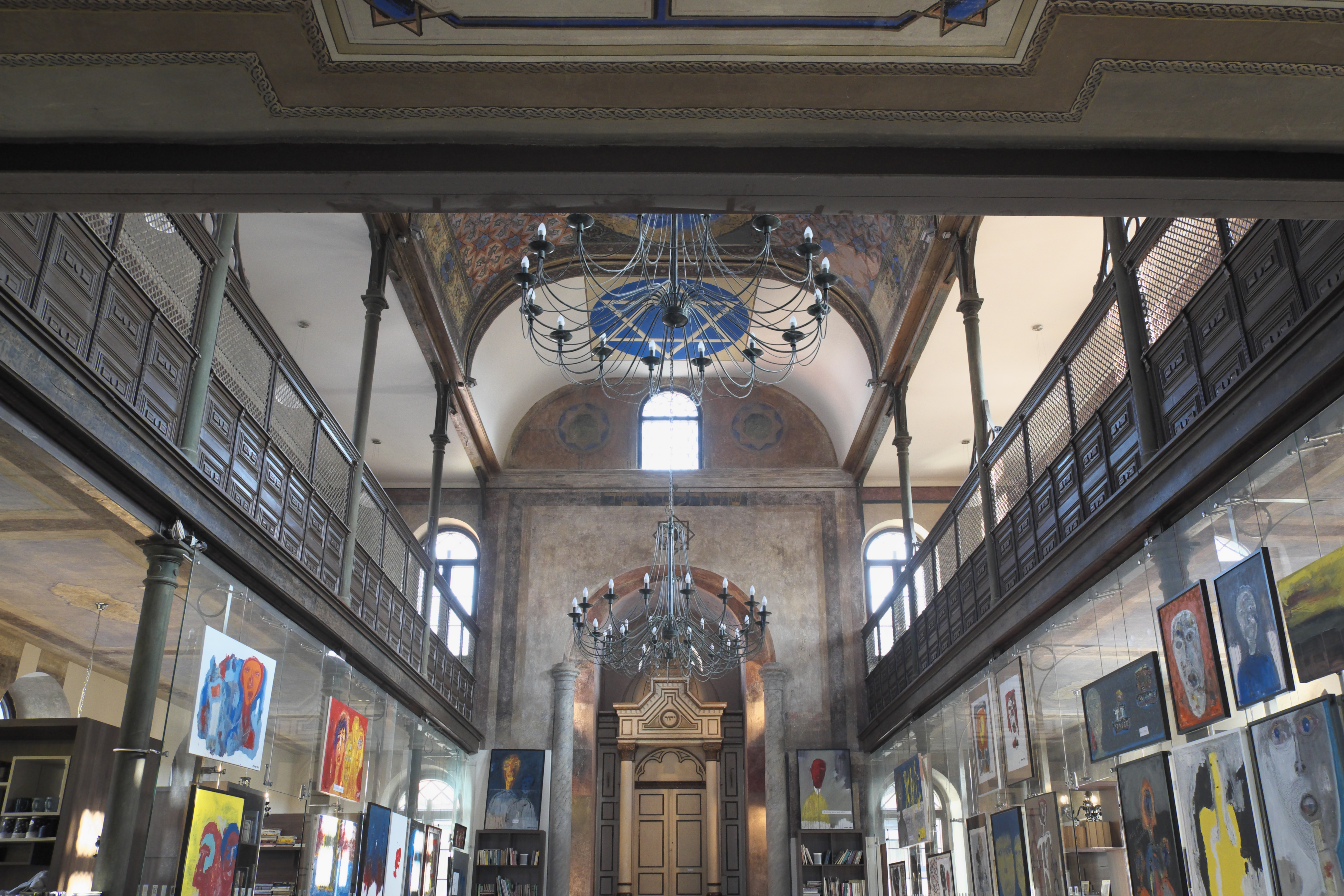
Innenansicht

Die Orthodoxe Synagoge in Trnava, einer slowakischen Stadt im Bezirk Trnava, wurde 1880er Jahren errichtet und bis in die 1950er Jahre für Gottesdienste genutzt. Die profanierte Synagoge im Stil des Historismus ist seit 1978 ein geschütztes Kulturdenkmal.

## Beschreibung
Das Bauwerk an der Haulíkova-Straße 3 ist ein nach Ostwesten orientiertes Hallengebäude ohne Türme. Im Inneren tragen gusseiserne Säulen die Frauenempore. Es sind noch Reste der ursprünglichen Ausmalung vorhanden.
Ab den 1950er Jahren wurde das Gebäude vor allem als Lager genutzt. Nach der umfassenden Renovierung wurde in der ehemaligen Synagoge ein Café eingerichtet, in dem auch Kulturveranstaltungen stattfinden.